# Долгота

Линии долготы на Земле как сфере или эллипсоиде. Линии от полюса до полюса — это линии постоянной долготы или меридианы

Долгота́ — координата в ряде систем сферических координат, которая указывает положение точки на поверхности Земли или другого небесного тела. Эта величина измеряется в градусах и обозначается греческой буквой лямбда (λ). Меридианы (линии, идущие от одного географического полюса к другому) соединяют точки с одинаковой долготой. В соответствии с международным соглашением, меридиану, который проходит через Гринвичскую обсерваторию (Лондон, Великобритания) было присвоено значение 0° долготы, иными словами, он был избран в качестве точки отсчёта долготы на земном шаре. Долгота других мест измеряется как угол на восток или запад от нулевого меридиана, в диапазоне от 0° до +180° на восток и от 0° до −180° на запад. Это формирует правостороннюю систему координат, где ось z (большой палец правой руки) направлена от центра Земли к Северному полюсу, а ось x (указательный палец правой руки) простирается от центра Земли через экватор к нулевому меридиану.
Положение точки земной поверхности на меридиане определяется её широтой, которая приблизительно равна углу между местной вертикалью и плоскостью экватора.
Если бы Земля имела правильную сферическую форму и была радиально однородной, то долгота любой точки земной поверхности в точности была бы равна углу между вертикальной плоскостью север-юг, проходящей через эту точку, и плоскостью Гринвичского меридиана. При этом вертикальная плоскость «север-юг», проведённая через любую точку Земли, проходила бы через земную ось. Но поскольку Земля радиально неоднородна и имеет неправильную форму, это приводит к тому, что вертикальная плоскость «север-юг» пересекает плоскость гринвичского меридиана под некоторым углом; этот угол — астрономическая долгота, рассчитанная по наблюдениям звёзд. Долгота, показываемая на картах и устройствах GPS, представляет собой угол между плоскостью Гринвичского меридиана и отклоняющейся от вертикали плоскостью, проведённой через точку; эта отклоняющаяся от вертикали плоскость перпендикулярна поверхности сфероида, выбранной для аппроксимации поверхности уровня моря (но не реальной поверхности уровня моря).

## История измерения долготы

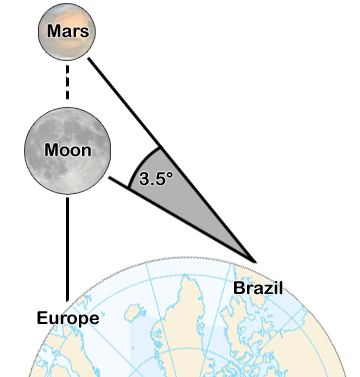
Способ измерения долготы Америго Веспуччи

Измерение долготы является чрезвычайно важным для картографии и навигации. Определение широты достаточно успешно осуществлялось моряками и путешественниками путём наблюдения с помощью квадранта или астролябии высоты Солнца или нанесённых на карту звёзд. Определение же долготы оказалось куда более сложным, на протяжении веков над ним трудились величайшие научные умы.
Одним из первых способ определения долготы предложил известный путешественник Америго Веспуччи, посвятивший много времени и сил изучению проблемы во время своего пребывания в Новом Свете:

Что касается долготы, я заявляю, что обнаружил, что при её определении я столкнулся с большими трудностями, и мне пришлось очень сильно постараться выяснить расстояние между востоком и западом, которое я преодолел. Конечным результатом моих трудов было то, что я не нашёл ничего лучше, чем наблюдать в ночное время за соединением одной планеты с другой, и особенно за соединением Луны с другими планетами, потому что Луна быстрее в её ходе, чем любая другая планета. Я сравнил свои наблюдения с альманахом. После того, как я провёл эксперименты много ночей, однажды ночью, двадцать третьего августа 1499 года, произошло соединение Луны с Марсом, которое, согласно альманаху, должно было произойти в полночь или полчаса назад. Я обнаружил, что … в полночь положение Марса было три с половиной градуса к востоку
— 
Наряду с методом Веспуччи, было предложено ещё несколько астрономических методов измерения долготы — Иоганна Вернера (метод лунных расстояний, с XVI по начало XX века), Галилео Галилея (по положению спутников Юпитера, 1612 год), — но для их реализации требовались сложные астрономические инструменты и вычисления. Более простой способ, изобретение которого приписывают Фризиусу Гемме — сравнение местного солнечного времени с точным в референсной точке (порту) — требовал очень точных часов.
В 1714 году британский парламент предложил огромную премию за разработку метода определения долготы — 10 000 фунтов за метод определения долготы с погрешностью в пределах одного градуса большого круга Земли, то есть в пределах 60 морских миль, 15 000 фунтов, если погрешность будет менее двух третей этого расстояния, 20 000 фунтов, если она будет менее половины этого расстояния. Для определения долготы с такой погрешностью во время плавания в Вест-Индию требовались часы со среднесуточным уходом не более 3 секунд (при том, что часы в то время считались очень точными, если вообще имели минутную стрелку).

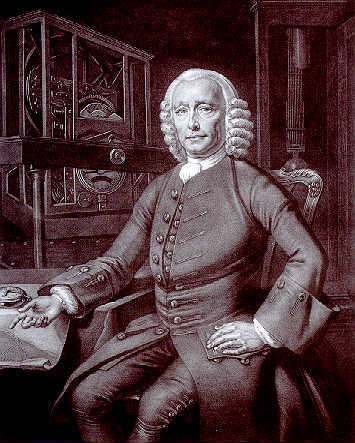
Джон Гаррисон, успешно решивший проблему

Плотник и часовщик-самоучка Джон Гаррисон в 1749 году изготовил часы, которые были более точными на море, чем любые другие на суше: среднесуточный уход составлял менее 2 секунд, и после 45 дней плавания погрешность определения долготы составила 10 миль. Однако парламент к тому времени изменил условия конкурса — теперь требовалась не только точность, но и компактность часов. В ответ Гаррисон в 1760 году представил новую модель диаметром 12 см. Эти часы были проверены во время двух плаваний в Вест-Индию — в 1761 и 1764 годах, уход при этом составил 5 секунд за три месяца путешествия. В марте 1776 года ему выплатили премию.
Часы-хронометр были дороги, и на практике всё же обычно долгое время применялся метод лунных расстояний с использованием таблиц, публикуемых в «Морском альманахе», который с 1766 года издавал Невил Маскелайн.
Настоящую революцию в определении долготы произвело изобретение радио в конце XIX века. Теперь сигналы точного времени из пункта с известной долготой можно было принять в любой точке Земли. Затем появилась радионавигация. В настоящее время для определения координат для целей навигации применяются спутниковые системы навигации.

## Запись и исчисление долготы
Долгота указывается как угловая величина в диапазоне от 0° (значение на нулевом меридиане) до +180° на востоке и −180° на западе. Греческая буква λ (лямбда), используется для обозначения местоположения места на Земле к востоку или западу от нулевого меридиана.
Каждый градус долготы делится на 60 минут, каждая из которых делится на 60 секунд. Таким образом, долгота указывается в шестидесятеричной системе счисления например, как 23°27′30″ в. д. Для более высокой точности указываются доли угловых секунд. Альтернативное представление использует запись значения долготы в градусах и минутах, где доли минуты выражаются десятичной дробью, например: 23°27,5′ E. Градусы также могут быть выражены в виде десятичной дроби, например: 23,45833° E. Для расчётов угловая мера может быть преобразован в радианы, поэтому долгота также может быть выражена таким образом как дробная часть π.
При расчётах буквенные индексы E и W заменяются знаками «+» (обычно опускается) и «−», если речь идёт о Западном полушарии. Положительные значения долготы в Восточном полушарии обусловлены использованием правосторонней системы декартовых координат с Северным полюсом наверху. Наряду с вышеуказанной системой отсчёта отрицательных значений долготы, изредка (главным образом в США), иногда используется и система, в которой отрицательные значения принимают долготы Восточного полушария; согласно оценке Лаборатории системных исследований Земли (подразделение NOAA) такой подход более удобен при
обработке координат объектов Западного полушария.

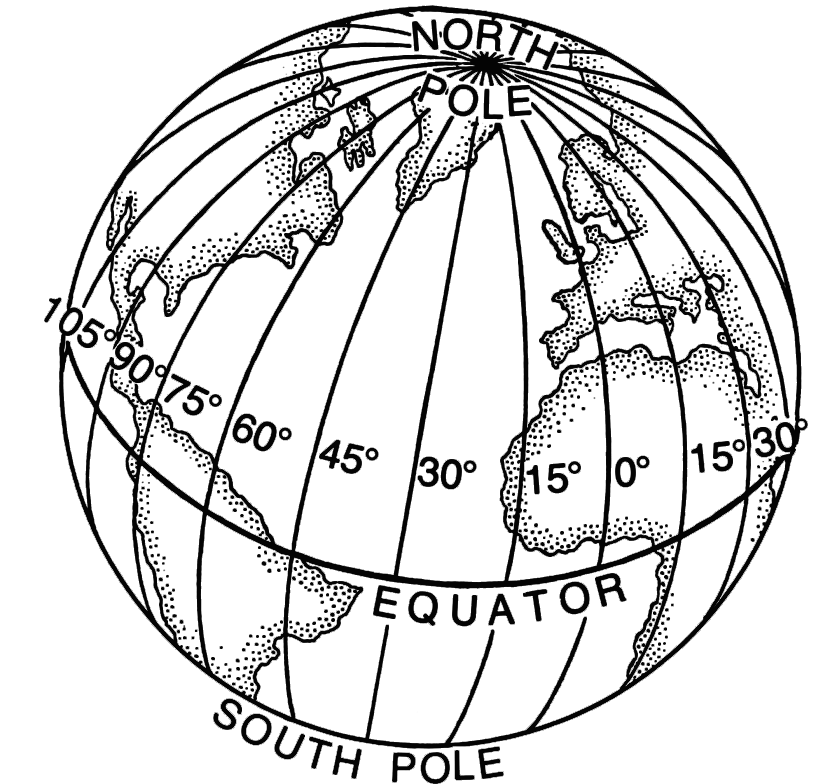
Меридианы со значениями долготы, кратными 15°, без параллелей, за исключением экватора

Не существует способов, позволяющих определить долготу точки земной поверхности напрямую, это можно сделать только с использованием учёта времени. Долгота в данной точке может быть определена путём расчета разницы между местным солнечным временем её местоположения и всемирным координированным временем (UTC). Поскольку в сутках 24 часа, а полный круг содержит 360 градусов, солнце движется по небу с угловой скоростью 15° в час. Таким образом, для выполнения точного расчёта долготы местности необходимо установить хронометр (часы) на UTC и определить местное время с помощью солнечного или астрономического наблюдения.

### Сингулярность и разрыв долготы
На географических полюсах Земли значения долготы становятся сингулярными, поэтому расчёты, достаточно точные для других местностей, могут оказаться неточными на полюсах или рядом с ними.

## Движение литосферных плит и долгота
Литосферные плиты Земли движутся относительно друг друга в разных направлениях со скоростью порядка 50—100 мм в год. Таким образом, точки на поверхности Земли, лежащие на разных плитах, всегда находятся в движении относительно друг друга. Например, разница в долготе между точкой, расположенной на экваторе в Уганде на Африканской плите и точкой на экваторе в Эквадоре на Южно-Американской плите увеличивается примерно на 0,0014 угловых секунд в год. Эти тектонические движения также влияют на широту точек земной поверхности.
При использовании какой-либо глобальной системы координат (например, WGS 84), долгота места на поверхности будет меняться из года в год. Чтобы минимизировать это изменение, при работе с точками на одной литосферной плите можно использовать другую систему отсчёта, координаты которой зафиксированы на конкретной плите, например, NAD83 для Северной Америки или ETRS89 для Европы.

## Длина градуса долготы
Длина градуса долготы на определённой широте зависит только от расстояния от центра Земли до соответствующей параллели. Если форму Земли считать сферической с радиусом a, то длина дуги в один градус долготы (восток-запад) на параллели широты φ будет равна
{\displaystyle \Delta _{\text{long}}^{1}={\frac {\pi }{180^{\circ }}}a\cos \varphi .}
| φ   | Δ1 lat, km | Δ1 long, km |
| --- | ---------- | ----------- |
| 0°  | 110,574    | 111,320     |
| 15° | 110,649    | 107,551     |
| 30° | 110,852    | 96,486      |
| 45° | 111,133    | 78,847      |
| 60° | 111,412    | 55,800      |
| 75° | 111,618    | 28,902      |
| 90° | 111,694    | 0,000       |

Если же форму Земли принять за эллипсоид, длина дуги градуса долготы вычисляется
{\displaystyle \Delta _{\text{long}}^{1}={\frac {\pi a\cos \phi }{180^{\circ }{\sqrt {1-e^{2}\sin ^{2}\varphi }}}},}
где эксцентриситет эллипсоида e рассчитывается как соотношение между его большой (a) и малой (b) полуосью (соответственно, экваториальным и полярным радиусами Земли)
{\displaystyle e^{2}={\frac {a^{2}-b^{2}}{a^{2}}}.}
Альтернативная формула:
{\displaystyle \Delta _{\text{long}}^{1}={\frac {\pi }{180^{\circ }}}a\cos \psi ,\quad {\text{где }}\operatorname {tg} \psi ={\frac {b}{a}}\operatorname {tg} \phi .}
Значение сos φ уменьшается от 1 на экваторе до 0 на полюсах; это означает, что параллели «сжимаются» от экватора до точки на полюсах, поэтому длина градуса долготы также уменьшается. Это контрастирует с небольшим (1 %) увеличением длины градуса широты от экватора к полюсу. Таблица показывает данные для эллипсоида, применяемого в системе координат WGS84, где а = 6378137,0 м и b = 6356752,3142 м. Расстояние между двумя точками на расстоянии 1° на одном и том же круге широты, измеренное вдоль этого круга широты, будет немного больше, чем самое короткое расстояние (геодезическая) между этими точками (за исключением экватора, где эти величины равны); разница составляет менее 0,6 м.
Географическая миля определяется как длина одной минуты дуги вдоль экватора, поэтому длина градуса долготы вдоль экватора составляет ровно 60 географических миль, или 111,3 километра. Протяжённость 1 минуты долготы вдоль экватора составляет 1 географическую милю, или 1,855 км, а длина 1 секунды долготы вдоль экватора составляет 0,016 географической мили, или 30,916 м.

## Долгота на других небесных телах
Системы координат на поверхности других небесных тел определяются по аналогии с Землёй, при этом расположение координатной сетки может варьироваться в зависимости от расположения оси вращения и других характеристик соответствующего небесного тела. Для небесных тел с наблюдаемыми жёсткими поверхностями (планет) координатные сетки привязаны к каким-либо элементам поверхности, например кратерам. Условный северный полюс планеты — это тот полюс вращения, который лежит на северной стороне плоскости эклиптики. Расположение нулевого (опорного) меридиана, а также положение северного полюса планеты может изменяться со временем из-за прецессии оси вращения этой планеты (или спутника). Если угол положения опорного меридиана планеты увеличивается со временем, планета имеет прямое вращение; в противном случае вращение называется ретроградным.
При отсутствии другой информации ось вращения планеты считается перпендикулярной к средней плоскости её орбиты; Меркурий и большинство спутников планет находятся в этой категории. Для многих спутников предполагается, что период вращения вокруг своей оси равен периоду обращения вокруг своей планеты. В случае планет-гигантов, поскольку объекты на их поверхностях постоянно меняются и движутся с различными скоростями, используется период вращения их магнитных полей. В случае с Солнцем этот критерий не выполняется (поскольку магнитосфера Солнца очень сложна и не имеет устойчивого вращения), и вместо этого используется значение для скорости вращения солнечного экватора.
При оценке планетографических долгот, по аналогии с Землёй, используются термины «западные долготы» и «восточные долготы» (то есть, долготы, увеличивающиеся в сторону условного востока). При этом планетоцентрическая долгота всегда измеряется положительно на восток, независимо от того, в каком направлении вращается планета. Восток определяется как направление против часовой стрелки, если смотреть на планету сверху со стороны её северного полюса — того, который в наибольшей мере совпадает с северным полюсом Земли. Обозначения планетографических долгот, по аналогии с земными координатами, традиционно записывались с использованием букв «E» и «W» вместо «+» или «−». Например, −91°, 91° W, +269° и 269° E означают одно и то же.
Опорные поверхности для некоторых планет (таких, как Земля и Марс) представляют собой эллипсоиды вращения, для которых экваториальный радиус больше полярного, то есть являются сплюснутыми сфероидами. Меньшие объекты, такие как Ио, Мимас и т. д., как правило, лучше аппроксимируются трехосными эллипсоидами; однако, использование моделей трехосных эллипсоидов усложнило бы многие вычисления, особенно связанные с картографическими проекциями, поэтому в для этих целей в качестве эталонов чаще используются сферические модели.

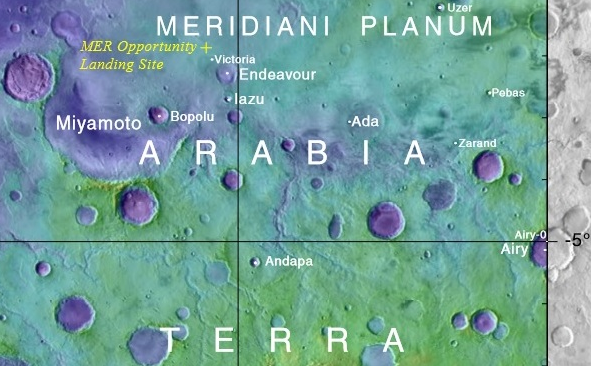
Опорный меридиан Марса проходит через кратер Эйри-0

Для разработки стандарта для карт Марса примерно с 2002 года в качестве нулевого меридиана выбран меридиан, расположенный у кратера Эйри-0. Для другой планеты с твердой поверхностью, наблюдаемой с Земли — Меркурия — используется термоцентрическая координата: опорный меридиан проходит через точку на экваторе, где отмечена максимальная температура на планете (при этом Солнце кратковременно совершает ретроградное движение в меркурианский полдень во время перигелия). По соглашению, этот меридиан определён точно как 20° долготы к востоку от кратера Хан Кэл.
Синхронно вращающиеся небесные тела имеют «естественный» опорный меридиан, проходящий через точку, ближайшую к большему небесному телу: 0° — центр первичного полушария, 90° — центр ведущего полушария, 180° — центр противоположному первичному полушария, и 270° — центр заднего полушария. Однако по причине эллиптических форм планетных орбит и наклона оси вращения планет эта точка на небосводе небесного тела превращается в аналемму.